# Кинара (округ)
Кинара (порт. Quinara) — регион в Гвинее-Бисау. Административный центр — город Буба. Площадь — 3 138 км², население — 63 610 человек (2009 год).

## География
Округ (регион) Кинара расположен в Южной провинции Гвинеи-Бисау. На севере Кинара омывается водами реки Геба; на востоке с регион граничит с округом Бафата, на западе от него Атлантический океан и преимущественно островной округ Болама, на юге и юго-востоке округ Томбали.
Административным центром округа является город Буба с населением в 17 тысяч человек — морской порт, лежащий на атлантическом побережье. В Кинаре находится национальный парк Parque Natural das Lagoas da Cufada с многочисленными озёрами и мангровой растительностью.
Административно округ подразделяется на четыре сектора: Буба, Эмпада, Фулакунда и Тите.

## Население и экономика
Согласно официальной оценке, в регионе Кинара на 2009 год проживали 63.610 человек, относящиеся главным образом к народности биафада, есть также небольшое количество мандинка, фульбе, баланте и пепель. Городских жителей насчитывалось 12.302 человека. Соотношение в регионе мужчин и женщин — 100/94.
Основой экономики региона является сельское хозяйство, рыболовство и лесная промышленность. 63,5 % населения заняты в аграрном секторе и деревообработке, 9 % работают в промышленности, 6 % — в сфере обслуживания.
Большая часть населения округа исповедуют ислам и христианство. Христиан в регионе 20 %, мусульман около 46 %, приверженцев местных анимистических культов — 6 % населения. Атеистами себя считают 7 % жителей.